# Jean-Luc Chalumeau
Pour les articles homonymes, voir Chalumeau.
Jean-Luc Chalumeau, né le 7 avril 1939 à Neuilly-sur-Seine (Seine). Fils de Louis Chalumeau, Ingénieur des arts et manufactures.Mort le 27 mars 2025 à Paris, est un historien de l'art et un critique d'art français, auteur de nombreux ouvrages sur l'art contemporain.

## Formation
Il suit sa scolarité aux lycées Montaigne et Louis-le-Grand, puis à la Faculté de droit et des sciences économiques de Paris. Il est diplômé de l’Institut d'études politiques (IEP) de Paris et titulaire d’un diplôme d’études supérieures (DES) en science politique.

## Carrière
Jean‑Luc Chalumeau a été professeur à l'École française des attachés de presse (Efap) et à l'Institut supérieur des carrières artistiques (ICART) depuis 1965, où il enseigne la lecture d'histoire de l'art et d'art contemporain. 
Il est également maître de conférence à l'Institut d'études politiques (IEP) de Paris de 1972 à 1988 et à l'École nationale d'administration (ENA) de 1976 à 1982. Il est chargé de cours aux universités Paris VIII-Vincennes Saint-Denis (1990-1996) et Paris III-Sorbonne Nouvelle (1995-2001).
En parallèle de son activité académique, il dirige la revue d'art Opus international de 1981 à 1996 et est conseiller artistique des revues Eighty et Ninety de 1983 à 1996. Il est également chroniqueur au journal Le Monde entre 1992 et 1995, avant de devenir directeur-fondateur de la revue Verso Arts et Lettres. en 1996.
Jean‑Luc Chalumeau est membre de la Société des gens de lettres (SGDL) et de l'Association internationale des critiques d'art (AICA).

### Décorations
- Commandeur de l'ordre des Arts et des Lettres (2004)[7]
- Chevalier de la Légion d'honneur (1999)[8]
- Chevalier de l'ordre national du Mérite (1995)[9]

## Ouvrages
- Les Relations publiques de l'État, Éditions A. Comte
- « L'homme européen », Encyclopédie du droit, éditions Fernand Nathan, 1965
- Introduction aux idées contemporaines, éditions Fernand Nathan, coll. « ABC », n° 3, 1969
- Introduction à l'art d'aujourd'hui, éditions Fernand Nathan, coll. « ABC », n° 5, 1971
- Jean-Pierre Vielfaure. Fragments d'itinéraires et journal new-yorkais, éditions du musée d'art de Toulon, 1982
- Denis Rivière, Commenoz Gallery, Key Biscayne (Floride), 1985
- Il y a cent ans Van Gogh arrivait en France, Frédéric Brandon, Gérard Le Cloarec, Michel Four, Gérard Guyomard, Christian Renonciat, Jack Vanarsky..., éditions Trianon/Parc de Bagatelle, 1986
- Angie Anakis, éditions Galerie Art contemporain, Paris, 1986
- Les Théories de l'art, Vuibert, 1994
- Histoire de l'art contemporain, Klincksieck, 1994
- Duchamp, Cercle d'art, 1995
- Jasper Johns, Cercle d'art, 1995
- Willem De Kooning, Cercle d'art, 1998
- Juan Gris
- Francis Bacon
- Pop'art, 2000
- Dubuffet, Cercle d'art, 2001
- Zao Wou-Ki, Cercle d'art, 2001
- Où va l'art contemporain ?, Vuibert, 2002
- La Lecture de l'art, Klincksieck, 2002
- Basquiat, Cercle d'art, 2003
- L'Art et la Ville, Cercle d'art, 2005
- Picasso, le peintre et son modèle, Cercle d'art, 2005
- La Figuration narrative dans les collections publiques, 2005
- La Force de l'art, 2006
- Solange Bertrand, la vérité en peinture, 2006
- Gérard Guyomard, 40 ans de peinture, 2007
- Les 200 plus beaux tableaux du monde, éditions du Chêne, 2007
- Peinture et photographie, éditions du Chêne, 2007
- Les 200 plus beaux dessins du monde, éditions du Chêne, 2008
- Coca-Cola dans l'art, éditions du Chêne, coll. « Aventure de l'art » octobre 2008 (ISBN 2842779169)
- Les 200 plus belles sculptures du monde, éditions du Chêne, 2009